# Cypern i olympiska sommarspelen 1984
Cypern deltog i de olympiska sommarspelen 1984 med en trupp bestående av nio deltagare, men ingen av landets deltagare erövrade någon medalj.

## Cykling
Herrarnas linjelopp
- Spyros Agrotis — fullföljde inte (→ ingen placering)

## Friidrott
Herrarnas 10 000 meter
- Marios Kassianidis
  - Kval — 29:06.08 (→ gick inte vidare)

Herrarnas maraton
- Marios Kassianidis — 2:32:51 (→ 62:a plats)
- Filippos Filippou — fullföljde inte (→ ingen placering)

Herrarnas 3 000 meter hinder
- Philippos Philippou
  - Semifinal — 8:39,47 (→ gick inte vidare)

Herrarnas längdhopp
- Dimitrios Araouzas
  - Kval — 5,67m (→ gick inte vidare, 30:e plats)

## Judo
Herrarnas halv mellanvikt
- Ioannis Kouyallis - Förlorade mot Gueye-Eljdji från Senegal

Herrarnas mellanvikt
- Costas Papacostas - Förlorade mot Nose Seiki från Japan